# Samuel Bowles
Samuel Bowles, född 1939 i New Haven, Connecticut, är en amerikansk ekonom och tidigare professor emeritus vid University of Massachusetts i Amherst där han undervisade i mikroekonomi och institutioner. För närvarande är Bowles professor i ekonomi vid Universitetet i Siena i Italien, samt "Arthur Spiegel Research Professor and Director" för det beteendevetenskapliga programmet vid Santa Fe Institute i Santa Fe i New Mexico, USA.
År 2006 belönades han med Leontiefpriset för sina framstående bidrag till ekonomisk teori. Bowles har samarbetat mycket med ekonomen Herbert Gintis. Gintis och Bowles skrev tillsammans en bakgrundsartikel till Martin Luther Kings Poor People's March år 1968.
Bowles arbete har bland annat handlat om egoism
 i förhållande till altruism samt ojämlikhet i förhållande till personlig ekonomisk framgång.